# 안젤로 소다노
안젤로 소다노(이탈리아어: Angelo Sodano, 1927년 11월 23일~2022년 5월 27일)는 이탈리아 가톨릭교회의 추기경이다.
1950년 9월 23일 사제에 서품되었으며 1977년 11월 30일부터 교황청 칠레대사에 임명되었으며 이때 누오바 캐사리스의 명의대주교로 임명되었으며 1989년부터 국무원근무를 시작하여 1990년에서 2006년까지 교황청 국무성성 장관을 맡았으며, 현재는 추기경단 단장을 맡고 있다. 1991년 6월 29일 국무성장관에 임명되었으며 1991년 6월 28일 산타마리아 누오바성당 주임사제 명의 사제급추기경에 임명되었다. 1994년 요한바오로2세에 의해서 알바노교구의교구장주교 명의의 주교급추기경에 임명되었다. 요한바오로2세의 서거로 인하여 추기경단장이던 라칭거추기경이 베네딕도16세로 선출되면서 후임 추기경단장으로 선출되었다. 추기경단장은 기존 지닌 주교급추기경 명의직과 추기경단장직인 오스띠아교구 교구장주교 명의를 사용하게 된다. 2006년 6월 22일, 성직자 정년을 넘기게되매 베네딕토 16세에게 국무성성 장관직의 사임을 요청하였으며, 2006년 9월 15일에 사표가 수리되었다. 그의 후임으로는 제노바 대교구의 교구장 타르치시오 베르토네 추기경이 선정되었다.
2019년 12월 21일 레지오 수도회는 소다노가 국무장관으로 있던 시절 가톨릭 교회의 성적 학대 사건을 덮었다고 발표했다. 그 뒤 소다노는 추기경단 수석추기경직을 사임하였다.
2022년 5월 27일 코로나19에 의한 합병증으로 사망했다.